# Chó Schnauzer Tiêu chuẩn
Chó Schnauzer Tiêu chuẩn (tiếng Anh: Standard Schnauzer hoặc Mittelschnauzer) là một giống chó có nguồn gốc ở Đức từ ít nhất từ thế kỷ 14-15, Schnauzer Tiêu chuẩn là một giống chó tổ tiên của hai giống chó: Chó Schnauzer Lớn và Chó Miniature Schnauzer. Ban đầu nó được gọi là Chó Lông gợn sóng Pinscher, trong khi giống chó Schnauzer được thông qua vào năm 1879. Bản dịch nghĩa đen là "snouter" từ tiếng Đức cho "mõm" và có nghĩa là "ria mép" với ý nghĩa thông thường, hoặc "râu ở mõm", vì râu ở mõm đặc biệt của giống chó này.
Nhìn chung, Chó Schnauzer Tiêu chuẩn được phân loại là một giống chó làm việc hoặc tiện ích, giống chó linh hoạt và mạnh mẽ, có thân hình khá vuông vức và kích thước trung bình và phong mạo quý tộc. Giống chó này được tuyên bố rằng nó là một chủ đề phổ biến của họa sĩ Sir Joshua Reynolds, Albrecht Dürer và Rembrandt, nhưng bằng chứng thực tế vẫn còn khó tìm thấy. Schnauzer Tiêu chuẩn có bộ lông màu muối tiêu hoặc màu đen, và được biết đến với nhiều đặc điểm "lý tưởng" của bất kỳ giống nào. Các đoặc điểm này bao gồm trí thông minh cao, sự nhanh nhẹn, đề phòng, đáng tin, sức mạnh và sức chịu đựng. Giống chó này đã rất phổ biến ở châu Âu, đặc biệt là Đức, nơi nó phát xuất. Loài này lần đầu tiên được trình diễn tại triển lãm chó ở Hanover năm 1879 và kể từ đó đã giành được danh hiệu hàng đầu trong nhiều chương trình, bao gồm "Best in Show" uy tín của Câu lạc bộ Chăm sóc Chó Westminster ở Hoa Kỳ năm 1997.